# Jean Raynal
Jean Raynal ( 1933 - 1979 ) fue un botánico, y explorador francés, investigando extensamente sobre las ciperáceas de Camerún, entre 1963 y 1968.

## Libros
- Raynal, J; G Troupin, P Sita. 1981. Flore Et Medecine Traditionnelle: Mission D'etude 1978 Au Rwanda. Ed. Agence de cooperation culturelle et technique. ISBN 92-9028-015-8
- 1964. Étude botanique des pâturages du Centre de recherches zootechniques de Dahra-Djoloff (Sénégal). Bibliografía: v. 1, l.98-99. Vol. 2: Anexo. Ed. ORSTOM

## Honores
Epónimos:
- (Cyperaceae) Raynalia Soják[1]

- La abreviatura «J.Raynal» se emplea para indicar a Jean Raynal como autoridad en la descripción y clasificación científica de los vegetales.[2]